# Obras mortas
Obras mortas é um termo usado em construção naval para se referir a parte do casco localizada acima da linha d'água em condições de carga total e que permanece constantemente exposta.